# Sân bay Barcelona–El Prat
Sân bay Barcelona (Mã IATA: BCN, mã ICAO: LEBL), thường được gọi là sân bay El Prat, là một sân bay có cự ly 12 km về phía tây nam Barcelona, Catalonia, Tây Ban Nha, nằm trong đô thị El Prat de Llobregat, Viladecans và Sant Boi.
Đây là sân bay lớn thứ hai ở Tây Ban Nha sau Sân bay Barajas Madrid và lớn nhất ở Catalonia. Đây là trung tâm chính của Spanair và Vueling và địa bàn tập trung cho các hãng hàng không Air Europa và Iberia. Sân bay này chủ yếu phục vụ khách nội địa, các tuyến bay châu Âu và Bắc Phi, cũng có các chuyến bay đến Đông Nam Á, Mỹ Latinh và Bắc Mỹ.

## Hãng hàng không và tuyến bay

### Hành khách
| Hãng hàng không                                                   | Các điểm đến | Nhà ga |
| ----------------------------------------------------------------- | --- | ------ |
| Aegean Airlines                                                   | Athens | 1      |
| Aer Lingus                                                        | Dublin Mùa đông: Cork | 2B     |
| Aeroflot                                                          | Moskva–Sheremetyevo | 1      |
| Aerolíneas Argentinas                                             | Buenos Aires–Ezeiza | 1      |
| Air Algérie                                                       | Algiers | 1      |
| Air Arabia Maroc                                                  | Casablanca, Nador, Tangier | 2B     |
| Air Canada Rouge                                                  | Mùa đông: Montréal–Trudeau, Toronto–Pearson | 1      |
| Air China                                                         | Thủ đô-Bắc Kinh, Vienna | 1      |
| Air Europa                                                        | Madrid, Palma de Mallorca, Tenerife–North Mùa đông: Fuerteventura, Ibiza, Lanzarote, Menorca | 1      |
| Air Europa vận hành bởi Swiftair                                  | Badajoz | 1      |
| Air France                                                        | Paris–Charles de Gaulle | 1      |
| Air Moldova                                                       | Chișinău | 2B     |
| Air Transat                                                       | Mùa đông: Montréal–Trudeau, Toronto–Pearson | 2B     |
| airBaltic                                                         | Riga | 1      |
| Alitalia                                                          | Milan–Linate, Rome-Fiumicino | 1      |
| Alitalia vận hành bởi Alitalia CityLiner                          | Milan–Linate | 1      |
| American Airlines                                                 | Miami, New York–JFK | 1      |
| Arkia Israeli Airlines                                            | Tel Aviv–Ben Gurion | 1      |
| Asiana Airlines                                                   | Mùa đông thuê chuyến: Seoul–Incheon | 1      |
| Atlantic Airways                                                  | Mùa đông: Vágar | 2B     |
| Austrian Airlines                                                 | Vienna (tiếp tục lại từ ngày 1 Tháng 4 năm 2015) | 1      |
| Austrian Airlines vận hành bởi Tyrolean Airways                   | Vienna (kết thúc từ ngày 31 Tháng 3 năm 2015) | 1      |
| Avianca                                                           | Bogotá | 1      |
| Belavia                                                           | Minsk–National | 2B     |
| Blue Air                                                          | Bucharest | 2B     |
| British Airways                                                   | London–Gatwick, London–Heathrow | 1      |
| British Airways vận hành bởi BA CityFlyer                         | Mùa đông: London–City Mùa đông thuê chuyến: Glasgow | 1      |
| Brussels Airlines                                                 | Brussels | 1      |
| Bulgaria Air                                                      | Sofia | 2B     |
| Croatia Airlines                                                  | Mùa đông: Zagreb | 1      |
| Czech Airlines                                                    | Prague | 1      |
| Delta Air Lines                                                   | New York–JFK Mùa đông: Atlanta | 1      |
| EasyJet                                                           | Basel/Mulhouse, Belfast–International, Berlin–Schönefeld, Bristol, Liverpool, London–Gatwick, London–Luton, London–Southend, Lyon, Milan–Malpensa, Newcastle, Nice, Paris–Charles de Gaulle | 2C     |
| EasyJet Switzerland                                               | Geneva | 2C     |
| EgyptAir                                                          | Cairo | 1      |
| El Al                                                             | Tel Aviv–Ben Gurion | 1      |
| Emirates                                                          | Dubai–International | 1      |
| Finnair                                                           | Helsinki | 1      |
| Freebird Airlines                                                 | Mùa đông thuê chuyến: Istanbul–Atatürk | 2B     |
| Germanwings                                                       | Berlin–Tegel, Cologne/Bonn, Düsseldorf, Hamburg, Hannover, Stuttgart | 2B     |
| Iberia                                                            | Madrid | 1      |
| Iberia Regional vận hành bởi Air Nostrum                          | Burgos, León, Melilla, Salamanca, Valladolid | 1      |
| Icelandair                                                        | Mùa đông: Reykjavík–Keflavík | 2B     |
| Israir Airlines                                                   | Mùa đông: Tel Aviv–Ben Gurion | 1      |
| I-Fly                                                             | Thuê chuyến: Moskva–Vnukovo | 2B     |
| Jet2.com                                                          | Glasgow, Leeds/Bradford Mùa đông: Manchester | 2B     |
| Jetairfly                                                         | Antwerp (bắt đầu từ ngày 17 Tháng 4 năm 2015), Ostend/Bruges (bắt đầu từ ngày 17 Tháng 4 năm 2015) | 2B     |
| KLM                                                               | Amsterdam | 1      |
| Lufthansa                                                         | Frankfurt, Munich | 1      |
| Lufthansa Regional vận hành bởi Lufthansa CityLine                | Mùa đông: Munich | 1      |
| Luxair                                                            | Luxembourg | 2B     |
| Nordwind Airlines                                                 | Mùa đông thuê chuyến: Arkhangelsk, Belgorod, Chelyabinsk, Kaliningrad, Kazan, Khabarovsk, Krasnodar, Mineralnye Vody, Monastir, Moskva–Sheremetyevo, Moskva–Vnukovo, Murmansk, Nizhnekamsk, Nizhny Novgorod, Novosibirsk, Orenburg, Perm, Samara, Syktyvkar, Tyumen, Ufa, Volgograd, Voronezh, Yekaterinburg | 2B     |
| Norwegian Air Shuttle                                             | Berlin–Schönefeld, Billund (bắt đầu từ ngày 1 Tháng 6 năm 2015), Birmingham (bắt đầu từ ngày 1 Tháng 6 năm 2015), Copenhagen, Gothenburg–Landvetter, Hamburg, Helsinki, London–Gatwick, Oslo–Gardermoen, Stavanger (bắt đầu từ ngày 4 Tháng 6 năm 2015), Stockholm–Arlanda, Trondheim (bắt đầu từ ngày 4 Tháng 6 năm 2015), Warsaw–Chopin Mùa đông: Bergen, Dubrovnik (bắt đầu từ ngày 3 Tháng 6 năm 2015), Sandefjord | 2B     |
| Pegasus Airlines                                                  | Istanbul–Sabiha Gökçen | 2B     |
| Qatar Airways                                                     | Doha | 1      |
| Rossiya                                                           | Saint Petersburg | 2B     |
| Royal Air Maroc                                                   | Casablanca Mùa đông: Tangier | 1      |
| Royal Jordanian                                                   | Amman–Queen Alia | 1      |
| Ryanair                                                           | Beauvais, Bergamo, Berlin–Schönefeld (bắt đầu từ ngày 27 tháng 10 năm 2015), Birmingham, Bologna, Brussels, Budapest, Dublin, Edinburgh, Fes, Fuerteventura, Gran Canaria, Ibiza, Lanzarote, Liverpool, London–Stansted, Manchester, Nador, Palma de Mallorca, Porto, Prestwick (bắt đầu từ ngày 29 Tháng 3 năm 2015), Rome–Fiumicino, Santander, Santiago de Compostela, Seville, Tenerife–North, Tenerife–South, Treviso, Turin, Valladolid, Vilnius, Warsaw–Modlin Mùa đông: Charleroi, Cologne/Bonn (bắt đầu từ ngày 29 Tháng 3 năm 2015), East Midlands, Jerez de la Frontera, Málaga, Menorca, Rome–Ciampino, Stockholm–Skavsta | 2B     |
| Scandinavian Airlines                                             | Copenhagen, Oslo–Gardermoen Mùa đông: Bergen, Stavanger, Stockholm–Arlanda, Trondheim | 1      |
| Singapore Airlines                                                | São Paulo–Guarulhos, Singapore | 1      |
| Sky Work Airlines                                                 | Mùa đông: Bern | 2B     |
| SmartWings vận hành bởi Travel Service Airlines                   | Mùa đông: Prague | 2B     |
| Sun d'Or vận hành bởi El Al                                       | Tel Aviv–Ben Gurion | 2B     |
| Swiss International Air Lines                                     | Geneva, Zürich | 1      |
| Swiss International Air Lines vận hành bởi Swiss Global Air Lines | Basel/Mulhouse (kết thúc từ ngày 31 Tháng 5 năm 2015), Geneva | 1      |
| TAM Airlines                                                      | São Paulo–Guarulhos (bắt đầu từ ngày 1 tháng 10 năm 2015) | 1      |
| TAP Portugal                                                      | Lisbon Mùa đông: Funchal | 1      |
| TAP Portugal                                                      | Lisbon, Porto | 1      |
| TAROM                                                             | Bucharest | 1      |
| Transavia.com                                                     | Amsterdam, Eindhoven, Rotterdam/The Hague | 2B     |
| Transavia.com France                                              | Paris–Orly | 2B     |
| Tunisair                                                          | Sân bay quốc tế Tunis | 1      |
| Turkish Airlines                                                  | Istanbul–Atatürk, Istanbul–Sabiha Gökçen (bắt đầu từ ngày 25 Tháng 5 năm 2015) | 1      |
| Ukraine International Airlines                                    | Kiev–Boryspil Mùa đông: Kharkiv, Odessa | 1      |
| United Airlines                                                   | Newark | 1      |
| Ural Airlines                                                     | Mùa đông: Yekaterinburg | 2B     |
| UTair Aviation                                                    | Thuê chuyến: Yekaterinburg | 2B     |
| Vueling                                                           | A Coruña, Accra (bắt đầu từ ngày 20 Tháng 6 năm 2015), Algiers, Alicante, Almería, Amsterdam, Asturias, Athens, Banjul, Basel/Mulhouse (bắt đầu từ ngày 29 Tháng 3 năm 2015), Belfast–City (bắt đầu từ ngày 3 Tháng 5 năm 2015), Bergen, Berlin–Tegel, Bilbao, Birmingham (bắt đầu từ ngày 1 Tháng 6 năm 2015), Bologna, Bordeaux, Brindisi (bắt đầu từ ngày 31 Tháng 5 năm 2015), Brussels, Casablanca, Catania, Copenhagen, Dakar, Djerba (bắt đầu từ ngày 20 Tháng 6 năm 2015), Dortmund, Dresden, Dublin (bắt đầu từ ngày 29 Tháng 3 năm 2015), Düsseldorf, Fes, Florence, Frankfurt, Fuerteventura, Geneva, Gran Canaria, Granada, Hamburg, Hannover, Helsinki, Ibiza, Jerez de la Frontera, Lanzarote, Leipzig/Halle, Lille, Lisbon, London–Gatwick, Luxembourg, Lyon, Madrid, Málaga, Manchester (bắt đầu từ ngày 19 Tháng 6 năm 2015), Marrakesh, Marseilles, Menorca, Milan–Malpensa, Moskva–Domodedovo, Munich, Nador, Nantes, Naples, Nice, Nuremberg, Oran, Oslo–Gardermoen, Palermo, Palma de Mallorca, Paris–Charles de Gaulle, Paris–Orly, Pisa, Porto, Prague, Rabat (bắt đầu từ ngày 20 Tháng 6 năm 2015), Rennes, Rome–Fiumicino, Rotterdam/The Hague (bắt đầu từ ngày 2 Tháng 4 năm 2015), San Sebastián, Santander, Santiago de Compostela, Seville, Stockholm–Arlanda, Stuttgart, Tangier, Tel Aviv–Ben Gurion, Tenerife–North, Tenerife–South, Toulouse, Turin, Valladolid, Venice, Vienna, Vigo, Warsaw–Chopin, Zürich Mùa đông: Aalborg, Ancona (bắt đầu từ ngày 22 Tháng 6 năm 2015), Bari, Bastia, Beirut, Belgrade, Brest, Bucharest, Budapest, Cagliari, Cardiff, Cluj-Napoca, Corfu (bắt đầu từ ngày 20 Tháng 6 năm 2015), Dubrovnik, Edinburgh, Faro (bắt đầu từ ngày 20 Tháng 6 năm 2015), Funchal (bắt đầu từ ngày 20 Tháng 6 năm 2015), Genoa, Gothenburg–Landvetter, Heraklion, Istanbul–Sabiha Gökçen (bắt đầu từ ngày 20 Tháng 6 năm 2015), Kaliningrad, Kazan, Kiev–Zhulyany, Kos, Kraków, Larnaca, Lourdes, Malta, Minsk–National, Moskva–Sheremetyevo (bắt đầu từ ngày 1 Tháng 6 năm 2015), Mykonos, Olbia, Pamplona, Reykjavík–Keflavík, Rhodes, Saint Petersburg, Sal (bắt đầu từ ngày 24 Tháng 6 năm 2015), Santa Cruz de la Palma, Santorini, Sofia, Split, Stavanger, Strasbourg, Tallinn, Thessaloniki, Trieste (bắt đầu từ ngày 20 Tháng 6 năm 2015), Tunis, Verona, Yerevan, Zadar (bắt đầu từ ngày 20 Tháng 6 năm 2015), Zagreb | 1      |
| Windrose Airlines                                                 | Mùa đông: Kiev–Boryspil | 2B     |
| Wizz Air                                                          | Bucharest, Budapest, Cluj-Napoca, Craiova, Gdańsk, Katowice, Riga, Skopje (bắt đầu từ ngày 30 Tháng 6 năm 2015), Sofia, Timişoara, Vilnius, Warsaw–Chopin Mùa đông: Poznań | 2B     |
| WOW air                                                           | Mùa đông: Reykjavík–Keflavík | 2B     |
| Yakutia Airlines                                                  | Mùa đông thuê chuyến: Moskva–Vnukovo | 2B     |

### Hàng hóa
| Hãng hàng không  | Các điểm đến                       |
| ---------------- | ---------------------------------- |
| Cargolux         | Hong Kong, Jeddah, Luxembourg      |
| DHL Aviation     | Vitoria                            |
| FedEx Express    | Paris–Charles de Gaulle            |
| Lufthansa Cargo  | Frankfurt                          |
| Swiftair         | Madrid Mùa đông: Palma de Mallorca |
| Swiss WorldCargo | Zürich                             |
| TNT Airways      | Brussels, Liège                    |
| UPS Airlines     | Cologne/Bonn, Valencia             |